# História do Iraque
A história do Iraque inicia-se nos primórdios das civilizações; foi nesta região, maioritariamente equivalente à Mesopotâmia, que foram feitos os primeiros registros históricos, com o surgimento da escrita. Foi lá também, que surgiu a primeira civilização do mundo, a Suméria. Com efeito, tais registros remontam a mais de cinco mil anos, época em que nem mesmo existia boa parte do território do atual vizinho do Sul, o Cuaite, formando com sedimentos trazidos pelos rios Tigre e Eufrates.

## Mesopotâmia
Sinteticamente, a história inicia-se com o estabelecimento dos Caldeus no sul da Mesopotâmia, sobre população já aculturada de sumérios e Acádios, e subsequente invasão pelos Assírios vindos do noroeste, que lhes cooptaram a adiantada civilização, em especial a escrita a partir da qual nos legaram registros.
Boa parte do período antigo é coberto pelas cidades-estado, muitas das quais enlaçadas em alianças temporárias e ocasionais. Mais adiante, a demorada hegemonia de algumas destas cidades, o acúmulo de poder bélicos de alguns reinos, resultaram na ampliação de territórios organizados sob impérios dinásticos.
Assim sucedeu com a Babilônia, que a certa altura, em expedição de guerra ao Egito, acabou por submeter os judeus, naquilo que ficou  conhecido como Cativeiro da Babilônia de que fala a Bíblia.
É no período mais brilhante da civilização mesopotâmica que se fizeram as leis escritas mais antigas, tratando-se do Código de Hamurabi no qual, em três escritas diferentes, estão gravadas leis então vigentes, mas de origem muito mais antigas.
É aí que está escrita a lei de talião, cujo conhecido preceito olho por olho, dente por dente era realidade jurídica e legal. Foi também neste documento lítico que se iniciou a decifração do alfabeto cuneiforme, já que continha versões em outras escritas já conhecidas. Mais adiante, o último e poderoso império babilônico acabou derrotado pelo Império Aquemênida das povos pérsicos.

## A dominação persa
Durante o reinado de  Ciro, o Grande, a Mesopotâmia foi transformada numa satrapia da Pérsia.  Ciro permitiu que alguns judeus exilados na Babilônia voltassem à Palestina, mas muitos hebreus preferem ficar na Babilônia, onde se estabelece o segundo grande centro hebraico, sendo superado apenas por Jerusalém. No período, registrou-se um florescimento cultural, em que a literatura, a religião e as tradições sumérias e babilônicas eram preservadas nas escolas dos templos.

## Dos macedônios aos partas

O Império de Alexandre, o Grande

A região saiu do domínio persa com a derrota do rei persa Dario III pelo rei macedônico Alexandre, o Grande, em 331 a.C. Esse fato marcou o início da colonização macedônica na região. A Babilônia tornou-se importante centro cultural, verdadeiro ponto de encontro entre as culturas grega e oriental. Depois da morte de Alexandre, a dinastia selêucida, da Grécia, reinou na Mesopotâmia por, aproximadamente, duzentos anos. Nos anos em que a Mesopotâmia estava incorporada ao Império Selêucida, a religião mesopotâmica sofreu influencias da cultura helenística. Por volta de 140 a.C., a Mesopotâmia foi incorporada ao Império Parta.

## Romanos e persas

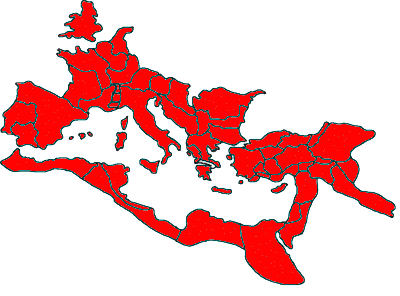
Auge do Império Romano e suas províncias em 117

O Império Parta em

Os romanos fracassaram na primeira tentativa de conquistar o país, entre 54 e 53 a.C., mas de 114 a 117 da era cristã o imperador Trajano submeteu a região até Singara, tornando-a uma província de Roma. Depois de abandonado mais uma vez aos partos em 165, o Iraque voltou a ter sua região nordeste ocupada pelos romanos.
A partir do século III, a luta de Roma dirigiu-se contra as pretensões sassânidas (dinastia que reinou na Pérsia de 224 a 651) na Mesopotâmia. Em meio à desordem política generalizada, a Mesopotâmia converteu-se, por 10 anos, em parte do Reino de Palmira (Síria), até à derrota de Zenóbia, rainha da cidade, pelo imperador Aureliano. A luta contra os persas prosseguiu até o ano de 298, quando o imperador Diocleciano submeteu a Mesopotâmia ao poder de Roma. A luta, todavia, continuou e, em 363, os romanos conseguiram uma trégua, mas tiveram que ceder a região de Singara e Nísibis.
Depois da queda de Roma, os habitantes da Mesopotâmia ficaram repartidos entre o Império Bizantino e o Império Sassânida, situação esta que se traduziu numa divisão religiosa. Sob o domínio de Roma, foi gradativa a difusão do cristianismo, por intermédio dos cristãos da Síria, que fundaram o bispado de Edessa. Esse bispado converteu-se depois à heresia nestorianista, cujos integrantes se congregaram em Nísibis, em meio a uma complicada situação religiosa, na qual as decisões contra o monofisismo do Concílio de Calcedônia (451) acabaram por provocar a cisão dos cristãos em três grupos: nestorianos, jacobitas e melquitas. Os jacobitas e melquitas estavam na esfera de Constantinopla e os nestorianos e zoroastrianos orbitavam em torno dos vizinhos do leste.
Depois de recuperar suas antigas fronteiras, perdidas durante o avanço do xá sassânida Cosroes I, por volta de 530 a Mesopotâmia bizantina foi obrigada a enfrentar o agravamento do conflito com os persas, com a perda de diversas cidades e o exílio de um grande número de cristãos. No século VII, os árabes conquistaram a Mesopotâmia e daí até o século VIII a história da região se caracterizou não só por uma série de transformações culturais e sociais e pela fundação de grandes cidades, mas também por intrigas, violência e desordens. Nos séculos seguintes, as cidades iraquianas tornaram-se importantes centros culturais do Islã, e o país se viu envolvido nos choques entre as três grandes famílias étnicas do mundo muçulmano: árabes, persas e turcos.

## Supremacia árabe

Califado de 632 a 750

A conquista da Mesopotâmia começou em 633 e culminou em 636, na Batalha de Cadésia, uma vila no Eufrates a sul de Bagdá. Nessa batalha, um exército árabe-muçulmano, liderado pelo califa (chefe dos crentes, título de soberano muçulmano) Omar, derrotou decisivamente um exército persa seis vezes maior. O exército árabe moveu-se rapidamente até Ctesifonte, a capital do Império Sassânida, onde, em 637, venceu os sassânidas e capturou um grande tesouro deles. A maioria dos habitantes logo se tornou muçulmana, inclusive os curdos, embora pequenas comunidades de cristãos e judeus (considerados pelos muçulmanos Povos do Livro) tenham permanecido na região mediante o pagamento de uma taxa. Instala-se, assim, a dinastia dos omíadas. Esta dinastia, no auge do seu poder, governaria o maior império muçulmano de sempre – da Península Ibérica às portas da China. O Iraque, islamizado, foi palco de lutas entre a dinastia reinante dos omíadas e os álidas (morte de Hussein em Karbala, em 680).
Durante o predomínio muçulmano, teve início um período de tolerância religiosa e o idioma árabe passou a predominar sobre o siríaco. Em 750, disputas entre as facções muçulmanas dos abássidas e dos omíadas ameaçavam a estabilidade da região. Os omíadas abandonaram Damasco e instalaram-se em Harrã, enquanto os abássidas fixaram-se no atual Iraque e passaram a governar o Islã.
Por volta do anos 762, o califa Almançor (o segundo governante da recém implantada dinastia dos abássidas) chamou dois renomados astrônomos, um persa e outro judeu,  para que projetassem uma nova cidade do seu império na mesma latitude da cidade de Damasco 33, 33º entre as margens do Tigre e Eufrates. Em pouco tempo, eles apresentaram ao califa o projeto urbanístico. Tratava-se de uma urbanização circular semelhante a uma grande mandala vista do cosmo e cujas portas voltavam-se para os quatro cantos do mundo. O nome a ser dado era Medina Salam (Cidade da Paz), e seria construída onde outrora ficava a aldeia de Bagdá. Esta cidade foi construída as margens do Tigre, num local onde esse rio se aproxima do Eufrates. A sua posição geográfica era exemplar, pois permitia o controle das férteis terras ribeirinhas, o domínio da desembocadura de ambos os rios (o Xatalárabe), bem como o porto de Baçorá, situada quatrocentos quilômetros mais abaixo. Em 762 a capital foi transferida de Damasco para Bagdá, dando início ao Califado de Bagdá. De 762 a 1258, Bagdá foi a capital do califado dos abássidas. Durante esse período, idade de ouro da cultura e do poder islâmico, Bagdá se tornou a segunda maior cidade do mundo conhecido, atrás apenas de Constantinopla, e o mais importante centro de ciência e cultura. Por um tempo, o reino dos abássidas foi uma poderosa potência militar. Suas fronteiras alcançaram o sul da França, à oeste, e as fronteiras da China, à leste.
Em pouco tempo a cidade tornou-se centro de uma interminável peregrinação de estudantes que vinham de todas as partes do Islã para sentar-se próximos aos faylasuf, os filósofos, para beber-lhes a ciência. O saber deles era enciclopédico: homens como Alquindi (796-899) e Al-Farabi (870-950) podem ser considerados como os fundadores de um conhecimento verdadeiramente universal, enquanto ibne Caldune consagrou-se na história e al-Khwarizmi introduziu o conceito de álgebra na matemática. Apesar dos sábios de Bagdá forjarem toda a terminologia técnica da calam, a teologia islâmica, sofreram acirrada oposição de fundamentalistas como Ibne Hambal, um reacionário que rejeitava todas as descobertas da ciência exata e da especulação filosófica por considerá-las heréticas e próximas do ateísmo. Mas os trabalhos da Casa da Sabedoria (instituição especializada em traduções) continuaram e serviram de base para que, em 1066, o vizir persa Nizã Almulque fundasse a primeira universidade árabe, que recebeu o nome de Nizamya.
O reinado do califa abássida Harune Arraxide representa o culminar da história da civilização islâmica, a hora mágica dos segredos da memória cuja perda os árabes de hoje ainda lamentam. Os contos As Mil e Uma Noites evocam essa era em que a cultura se refinou e floresceram as artes e as letras – num contraste brutal com as trevas da Europa da mesma época,[parcial?] apenas ligeiramente iluminadas pela claridade cintilante do renascimento carolíngio. Com efeito, na época em que Carlos Magno reinava sobre as aldeias e as pequenas vilas muralhadas do Ocidente, Bagdá contava mais de um milhão de habitantes. Do porto de Baçorá, a sul, terra de Simbad, o marinheiro, ficcionado pelos contistas orientais, partiam navios mercantes a comerciar por todo o oceano Índico — os mesmos que Vasco da Gama encontraria volvido meio milênio.

O Império Seljúcida em sua máxima extensão, 1092

O califado dos abássidas começou a declinar na segunda metade do século IX, quando os escravos africanos deram início à Rebelião Zanje, que durou de 869 a 883. Contribuíram para enfraquecer o poder a organização dos Mamelucos (escravos guerreiros turcos que se tornaram tão proeminentes na corte do califa que quase monopolizaram o poder), as pretensões do Egito quanto a soberania da região de Jazira e uma restauração da influencia bizantina na dinastia macedônica.
Em 945, a dinastia iraniana xiita dos buídas, conquistou Bagdá. Eles permitiram, contudo, que o Califado Abássida continuasse como um símbolo de continuidade e legitimidade. Em 1055, os seljúcidas, um clã turco sunita, ocupam Bagdá. Os turcos seljúcidas respeitaram o califa abássida, mas só o permitiram ser um fantoche. No final do século XI o poder dos seljúcidas começou a declinar.
Ao agravamento da crise, em consequência das incursões dos turcos e das cruzadas, seguiu-se a vitória de Saladino (sultão do Egito e da Síria, cujo nome em árabe é Saladino Iúçufe) sobre os cristãos, com o estabelecimento da supremacia egípcia no norte da Mesopotâmia.

## Invasões mongóis

O Império Mongol

A prosperidade do sul da Mesopotâmia se manteve até o reinado do califa Anácer, que governou de 1180 a 1242. Com grandes ambições políticas, o soberano contratou mercenários mongóis, mas a decisão mostrou-se fatal para sua dinastia pois, em 1258, as hordas mongóis infrenes de Hulagu Cã, neto de Gêngis Cã, apoderaram-se de Bagdá. Hulagu passou pela espada 90 mil de seus habitantes, entre eles o 38º e último califa Anácer. Os mongóis saquearam Bagdá e destruíram todo o atual Iraque, inclusive o extraordinário sistema de irrigação da Baixa Mesopotâmia que os abássidas tinham construído. Hulagu matou todos os estudiosos da cidade e ergueu uma pirâmide com seus crânios. No ano seguinte, o norte também foi atacado e a Mesopotâmia teve assim, toda sua estrutura econômica e social arrasada. Douglas Clark escreveu sobre o saque de Bagdá em seu livro Hulagu's Ride:
| “ | Começou então o saque de Bagdá/ Magníficas mesquitas/ Imensas bibliotecas da literatura persa e árabe/ A maior universidade do mundo/ Palácios, palácios, palácios/ Queimados e os homens assassinados/ Mulheres e crianças levadas para Caracórum como escravas. | ” |

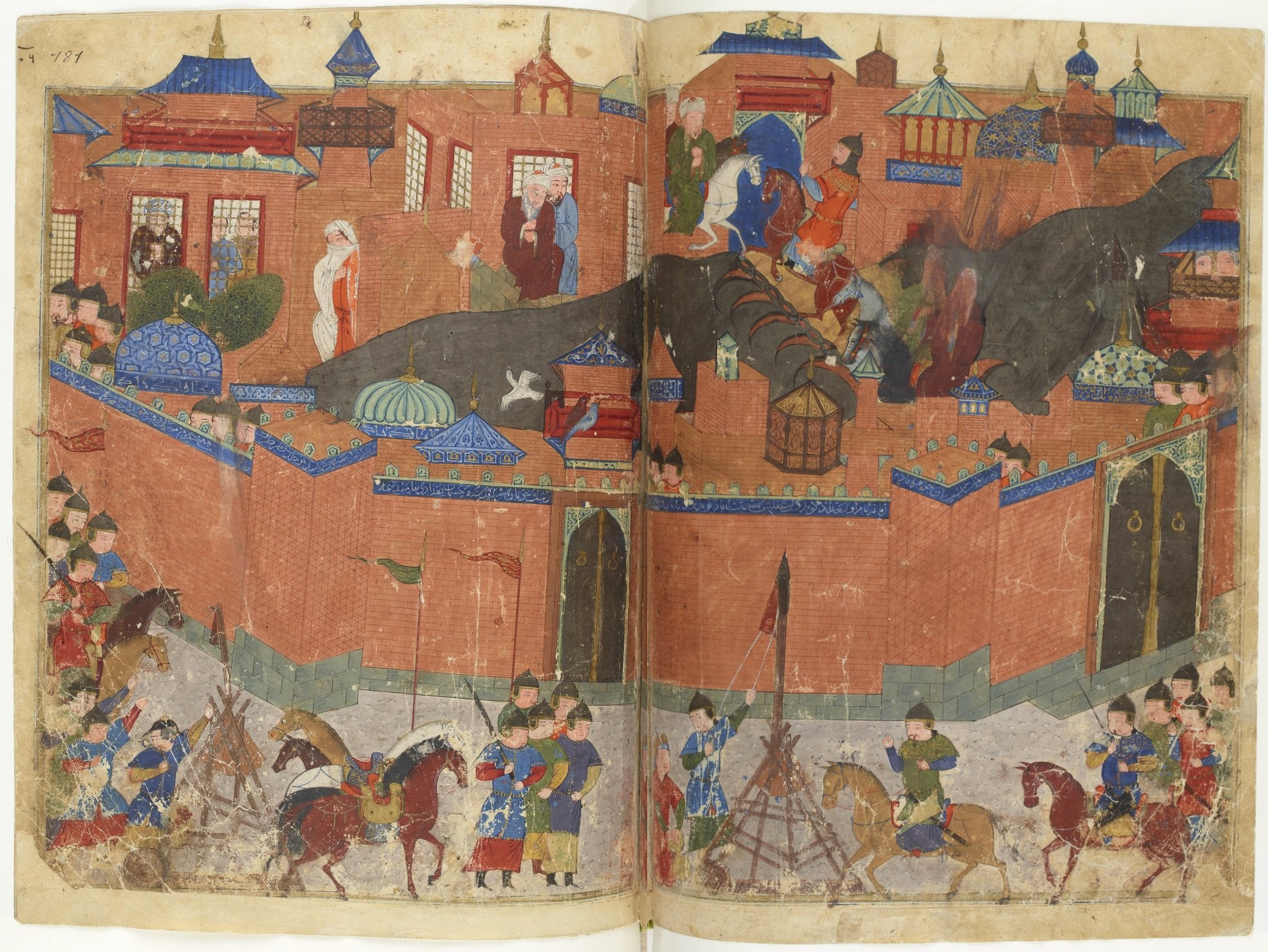
Invasão de Bagdá por Hulagu Cã

A atual região do Iraque tornou-se uma das mais pobres províncias do Império Mongol, uma negligenciada área de fronteira, abalada por conflitos internos e pela inépcia dos governantes enviados pelos mongóis, incapazes de reconstruir suas cidades e de manter o controle sobre a região. Em 1335 o último grande governante mongol morreu e a anarquia prevaleceu na Mongólia.
Em 1258-1515, a Mesopotâmia estava devastada. As desgraças de Bagdá, no entanto, não acabam por aí. Enquanto a Europa recuperava-se da peste negra mas permanecia ainda mergulhada na Guerra dos Cem Anos, as vagas humanas do conquistador turco Tamerlão (como os europeus chamavam a Tamerlão, o Coxo, conhecido ainda como Príncipe da Destruição pelos asiáticos), restaurador do Império Mongol, saquearam Bagdá em 1401, massacraram muito de seus habitantes e destruíram a cidade por completo, não deixando pedra sobre pedra na que fora a joia do Tigre. Por isso, nada resta do plano circular que caracterizava a Bagdá dos califas. Tamerlão também construiu uma pirâmide de crânios. A invasão e conquista de Bagdá marcou o fim de sua grandeza.

## Conflitos entre otomanos e persas

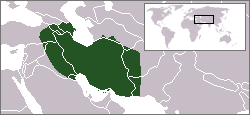
O Império Safávida em 1512

O Império Otomano de 1481 a 1638

No século XIV, turcos otomanos e iranianos (persas) disputaram entre si a supremacia da região até que o Império Otomano assegurou seu controle no século XVII, o qual durou até o século XIX. Os turcos otomanos, não-árabes originários da Ásia Central e convertidos ao Islã sunita, há muito tempo vinham pressionando o Império Bizantino, acabando por instalar a sua capital na cobiçada Constantinopla, a antiga Bizâncio, então rebatizada de Istambul pelos turcos. (Ver: Queda de Constantinopla).
O Império Otomano conquistou a região mesopotâmica em 1410. Em 1508 os persas, liderados pelo xá Ismail I o fundador do Império Safávida, conquistaram a região, iniciando uma série de prolongadas batalhas com os otomanos. Em 1514 o sultão Selim I, atacou as forças de Ismail e, em 1534, os Otomanos, sob a liderança do sultão Solimão, o Magnífico (ou Suleiman), acabaram por dominar grande parte da região. O sultão soube conquistar a lealdade das populações fronteiriças e não encontrou resistência em seu ataque decisivo à capital. O Império Persa-Safávida, sob a liderança do xá Abas I, recapturaram Bagdá e grande parte do atual território iraquiano em 1623, e as manteve até 1638, quando foram expulsos depois de várias manobras militares inteligentes do sultão Murade IV. O atual território do Iraque fez parte do Império Turco-Otomano por quase três séculos.
O maior impacto do conflito entre otomanos e safávidas sobre a história iraquiana foi o aprofundamento das desavenças entre xiitas e sunitas. Otomanos e safávidas usavam, respectivamente,  sunitas e xiitas para mobilizar apoio interno. Assim, a população sunita sofreu bastante durante o breve reinado safávida (1623-1638), enquanto que os xiitas foram completamente excluídos do poder durante o longo período da supremacia otomana (1623-1916). Durante o período otomano, os sunitas ganharam experiência administrativa que lhes permitiu monopolizar o poder no século XX. Eles foram hábeis em se aproveitar das oportunidades econômicas e educacionais enquanto os xiitas, marginalizados do processo político, permaneceram politicamente impotentes e economicamente deprimidos.

## Supremacia otomana

O Império Otomano em 1683

De 1638 até a Primeira Guerra Mundial, o território iraquiano fez parte do Império Turco-Otomano. A chamada Arábia Otomana, formada predominantemente por árabes, era integrada pelos distritos ou vilaietes de Baçorá, Bagdá e Moçul.
A história moderna do Iraque começa com a última fase da regência Otomana, durante o século XIX. Até a década de 1830, o sultão otomano, a partir do Palácio de Topkapı (Istambul), governava uma área vastíssima, que ia das portas de Viena aos molhes de Baçorá. Não fossem os tributos a pagar pelos povos,  quase se diria que essas províncias eram independentes, tão amplo se apresentava o grau de autonomia dos paxás locais. O verdadeiro poder no atual Iraque estava entre os poderosos líderes tribais e os governantes mamelucos. No norte do atual Iraque, os emires curdos beneficiaram sobremaneira com a situação. Muitas das tribos nômades nunca chegaram a estar sobre pleno controle dos Otomanos. Os conflitos entre as diversas tribos nômades árabes da região, junto com as hostilidades entre persas e turcos, que persistiu até o século XIX, constituíram obstáculos a uma eventual unificação política.
Na segunda metade do século XVII, os mamelucos estabeleceram um controle efetivo sobre o território que vai desde Baçorá até as montanhas do Curdistão. Os mamelucos impuseram a autoridade do governo central e introduziram um governo funcional. O último líder mameluco, Daúde (1816-1831), iniciou importantes programas de modernização, que incluíram a construção de canais, indústrias, o treinamento de 20 mil soldados e o começo de uma imprensa.  O período mameluco terminou em 1831, quando uma grave enchente devastou Bagdá, possibilitando que o sultão otomano Mamude II restabelecesse a soberania sobre o atual Iraque. O governo otomano foi instável. Bagdá, por exemplo, teve mais de dez governadores entre 1831 e 1869.

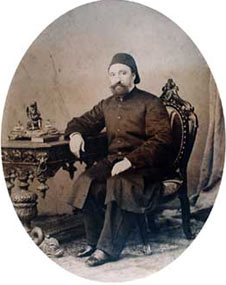
, governador otomano de Bagdá

Em 1869, no entanto, os otomanos reconquistaram a autoridade quando Midate Paxá foi indicado governador de Bagdá. Midhat imediatamente iniciou um processo de modernização do atual Iraque nos moldes ocidentais. Os objetivos primordiais das reformas, chamadas de tanzimat, eram reorganizar o exército, criar códigos penais e comerciais, secularizar o sistema educacional e melhorar a administração provincial. Ele criou assembleias representativas provinciais para ajudar os governadores e estabeleceu conselhos municipais eleitos nas cidades maiores. Midate estimulou a sedentarização das tribos nômades com a venda de terras aos xeques, o que reduziu a influência dos grupos que continuavam errantes. Os árabes começaram a experimentar as conseqüências dos novos e mais eficientes métodos administrativos otomanos, principalmente no recolhimento de impostos.  O grande crescimento do Império Otomano fez surgir na ressentida população um forte espírito nacionalista árabe, encorajado também pelas ambiciosas potências europeias.

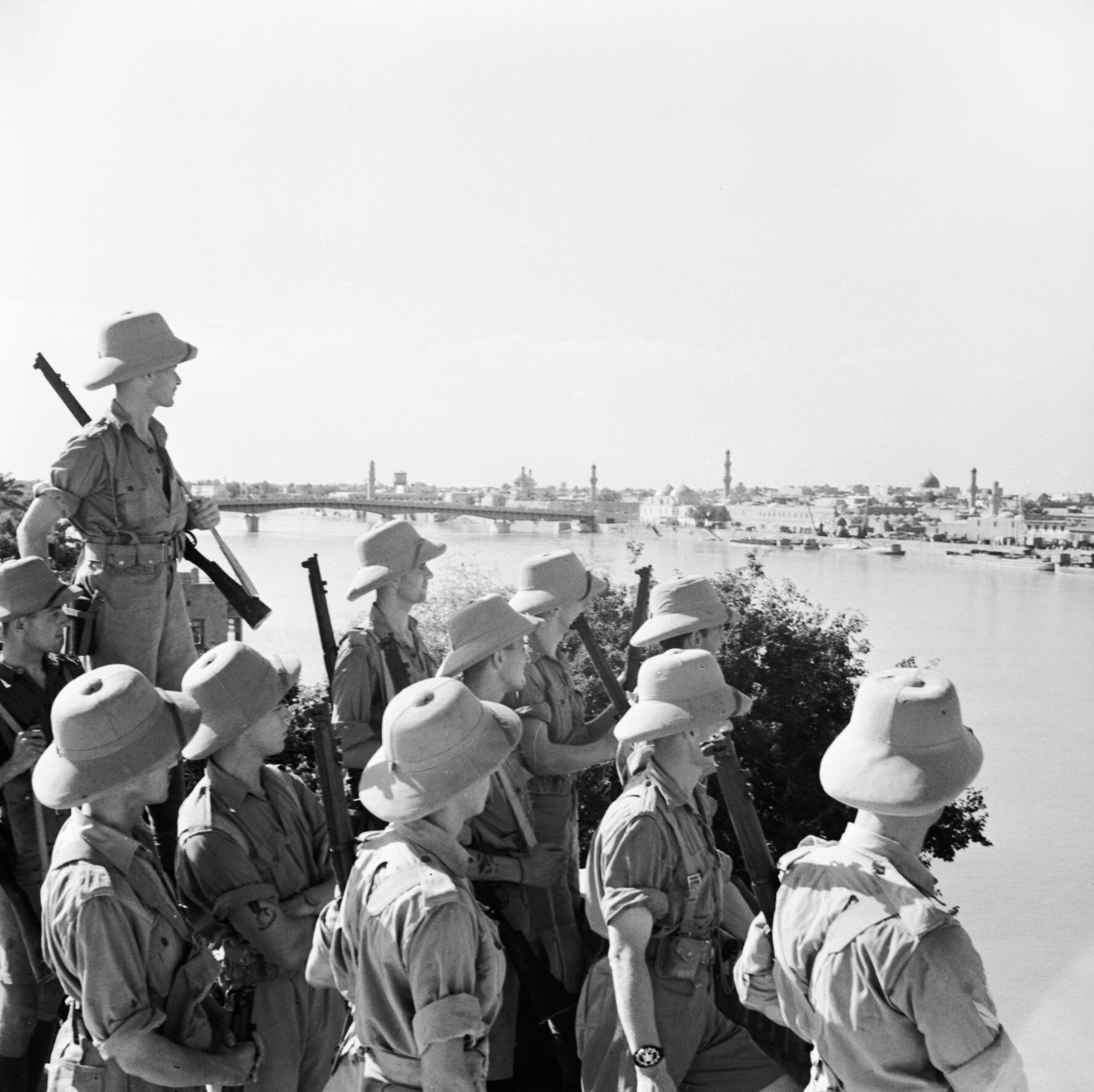
Tropas britânicas olhando para Bagdá (11 de junho de 1941)

Na última parte do século XIX, o Reino Unido e a Alemanha tornaram-se rivais no desenvolvimento comercial da área da Mesopotâmia. Os britânicos primeiramente se interessaram pela região. Em 1861 estabeleceram uma companhia de barcos a vapor no porto de Baçorá. Enquanto isso, os alemães de Bismarck estavam planejando a construção de uma estrada de ferro no Oriente Médio (ferrovia Berlim-Bagdá). Apesar da oposição britânica, conseguiram uma concessão, a troco de concessões petrolíferas, para a construção de uma ferrovia ligando Bagdá a Baçorá (Golfo Pérsico). Apesar da derrota, o governo britânico conseguiu consolidar sua posição no Golfo Pérsico fazendo tratados de proteção com os xeques árabes locais. O Reino Unido, a pretexto de defender a rota terrestre para o seu Império das Índias, ocupou não apenas aquele porto do Golfo Pérsico mas também as costas de Omã, o Catar e os pequenos emirados agora unidos sob uma bandeira única. Londres estendeu a seguir a mão para o Cuaite, um emirado dependente de Baçorá separado à força do seu tronco. O protesto turco de nada valeria, nem tão pouco o esforço de uma pequena tropa de voluntários da Mesopotâmia, prontamente desbaratada pelo fogo dos britânicos. Financistas britânicos obtiveram sucesso em conseguir uma concessão para, em 1901, explorar campos petrolíferos no Irã.
A entrada, em novembro de 1914, do Império Otomano  na Primeira Guerra Mundial (1914-1918) ao lado dos Impérios Centrais, formadores da Tríplice Aliança (Alemanha, Itália e Áustria-Hungria), motivou o Reino Unido a enviar tropas à região de Xatalárabe, para proteger seus interesses petrolíferos em Abadã e assegurar o controle de Baçorá.
Uma divisão do Exército Britânico ocupou Baçorá. Esta cidade foi ocupada porque os britânicos precisavam proteger os campos e as refinarias de petróleo iranianas. O exército britânico marchou gradativamente para o norte, sob forte oposição otomana, até alcançar Bagdá em março de 1917.
Os turcos otomanos e os britânicos assinaram um armistício em outubro de 1918, mas o exército britânico continuou a mover-se para o norte até capturar Moçul no início de novembro. Com a captura de Moçul, a Grã-Bretanha externa seu controle sobre quase toda a Mesopotâmia.

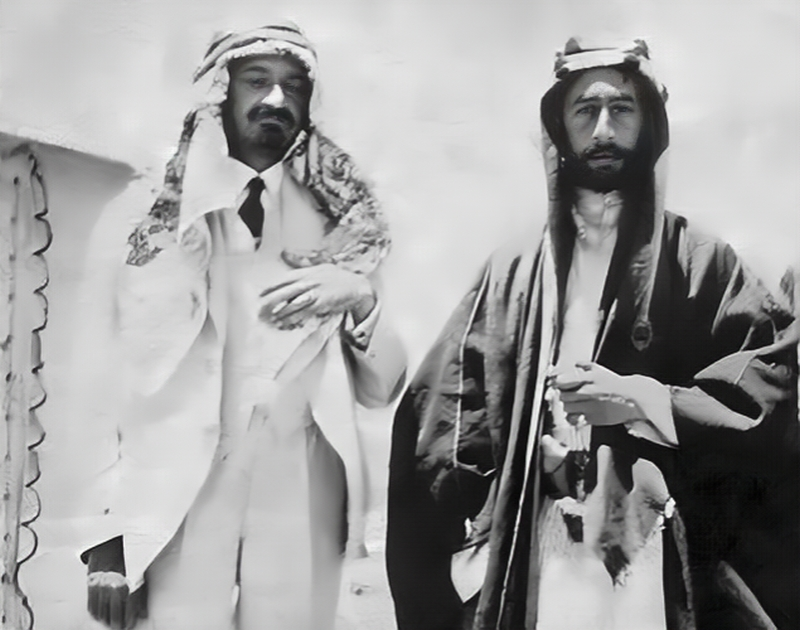
(à direita) e Chaim Weizmann (também usando trajes árabes em sinal de amizade) em 1918

No plebiscito de agosto de 1921, controlado pelo Colonial Office, a população das margens do Tigre e do Eufrates guiou, com 96% dos votos, o emir hachemita Faiçal às alturas de rei do Iraque (1921-1933) – uma designação que surge nessa altura, e que em árabe significa "a bem plantada", numa alusão à fertilidade dos terrenos mesopotâmicos.
O novo monarca precisava construir sua base de apoio no Iraque. Ele concluiu essa tarefa principalmente ganhando apoio dos militares nascidos no Iraque que serviram no exército Otomano e dos árabes sunitas, líderes religiosos e comerciais em Bagdá, Baçorá e Moçul. Para ganhar apoio dos xiitas do Sul, das tribos sunitas do centro-norte e dos curdos, o rei, com apoio dos britânicos, deu aos chefes tribais amplos poderes sobre suas tribos, incluindo poderes judiciais e de coleta de impostos nos seus domínios tribais. Os líderes urbanos árabes sunitas e alguns chefes curdos dominaram o governo e o exército, enquanto que os chefes árabes xiitas e, em menor extensão, chefes árabes sunitas dominaram o parlamento, decretando leis que os beneficiavam. As classes mais baixas não tinham participação nos negócios de Estado. Faziam parte dessa classe os camponeses pobres e, nas cidades, a grande camada de jovens educados no ocidente, que eram economicamente vulneráveis e dependiam do governo para arranjar emprego. Esse último grupo, conhecido como os efendiyya, tornou-se mais numeroso e inquieto. Tanto a elite governante quanto os efendiyya abraçaram a ideia do movimento pan-arabista, que sonhava juntar todas as regiões árabes em um único e poderoso Estado. O Pan-arabismo era visto como meio de unir a maioria da diversificada população através de uma identidade árabe comum. A elite defendia alcançar o pan-arabismo através da diplomacia, com o consentimento britânico, enquanto que os efendiyya desenvolveram uma ideologia radical, revolucionária e antibritânica.

## Consolidação da monarquia

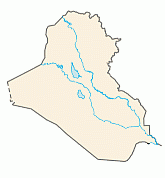
Mapa do Iraque

A integridade do recém-instalado Estado foi desafiada por vários grupos com aspirações separatistas, como os xiitas da área do rio Eufrates e as tribos curdas do norte. Esses grupos agiram em conjunto com as forças armadas turcas, num esforço de tomar a região de Mossul para a Turquia. Deste modo, a Grã-Bretanha foi obrigada a manter um exército no Iraque, e as agitações contra o mandato britânico continuaram. O rei Faiçal I requereu solenemente que o mandato sobre o qual o Iraque era mantido fosse transformado em um tratado de aliança entre duas nações. Apesar da Grã-Bretanha não ter terminado o mandato, em junho de 1922 foi assinado um tratado de aliança entre o Iraque e a Grã-Bretanha. O tratado requeria que o rei ouvisse os britânicos em todos os assuntos que afetassem os interessem britânicos e que oficiais britânicos servissem em postos governamentais específicos. Em retorno, os britânicos forneceram assistência militar e outros auxílios para o Iraque. Os britânicos também criaram um exército nacional Iraquiano, que se transformou numa indispensável ferramenta de controle interno da elite governante.

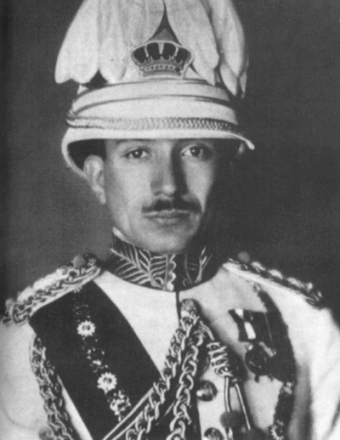
O rei Gazi

Na primavera de 1924 uma assembleia constituinte se reuniu. Uma lei orgânica estabelecendo a forma de governo permanente no Iraque passou. Ao rei foi dado grande poder, porém não absoluto. Ele podia dissolver o parlamento, convocar novas eleições e apontar o primeiro-ministro. Eleições para o primeiro parlamento iraquiano foram feitas em março de 1925. No mesmo ano, a província de Mossul é incorporada ao Iraque. Ainda em 1925 foi dada a uma companhia petrolífera estrangeira uma concessão de exploração das reservas de petróleo da região de Bagdá e Mossul. Em 1927, a Iraq Petroleum Company (IPC), sediada em Londres, inicia a exploração de petróleo. No mesmo ano Faiçal pediu ajuda do governo britânico para amparar a solicitação de ingresso do Iraque na Liga das Nações. A Grã-Bretanha recusou-se a fazê-lo no momento, mas, em junho de 1930, o tratado anglo-iraquiano incluiu uma recomendação britânica para que o Iraque fosse admitido na Liga como um Estado livre e independente. A recomendação foi feita no mesmo ano e o mandato britânico terminou oficialmente – sem que isso implicasse, de qualquer modo, a retirada da potência ex-mandante, que continuou a administrar o país através de Faiçal até à morte deste.
Com o fim do mandato, o Iraque oficialmente conseguiu também sua independência. Em outubro de 1932 o Iraque entrou na Liga das Nações como um Estado livre e soberano. Faiçal I morreu em 1933 e foi sucedidas por seu filho, Gazi, que governou de 1933 a 1939. O reinado de Gazi caracterizou-se pela instabilidade política e pela intervenção cada vez maior dos militares no governo do país. Em 1936, começou a se desenvolver no Iraque um movimento em busca da união de todos os árabes, conhecido como pan-arabismo.
O novo rei, uma radical figura pan-arabista e antibritânica, morreria por sua vez em 1940, aos 28 anos, num acidente automobilístico de recortes suspeitos, tanto mais que eram notórias as suas ligações à oposição Cuaiteiana, que propugnava a reintegração do pequeno emirado à Mesopotâmia a que sempre pertencera. Em 1939, subiu ao trono o pequeno Faiçal II, que tinha quatro anos, motivo pelo qual se estabeleceu uma regência. Coube ao tio deste, Abdelilá (Abdel Ila), que  entregou-se ainda mais à Grã-Bretanha e seus interesses petrolíferos.

## Segunda Guerra Mundial

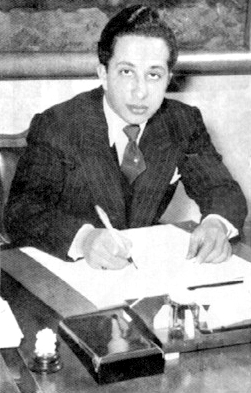
em um selo iraquiano

De acordo com o tratado de aliança com os britânicos, o Iraque rompeu as relações diplomáticas com a Alemanha no início de setembro de 1939, no começo da Segunda Guerra Mundial (1939–1945). Durante os primeiros meses da guerra o Iraque tinha um governo pró-britânico, com o General Nuri as-Said como primeiro-ministro. Em março de 1940, entretanto, Saíd foi substituído por Rashid Ali al-Gailani, um nacionalista radical, que instaurou de imediato uma política de não-cooperação com os britânicos. Estes pressionaram os iraquianos para que retomassem a cooperação. Essa pressão precipitou uma revolta militar nacionalista em 30 de abril de 1941, e foi formado um novo governo, pró-Alemanha, encabeçado pelo germanófilo Gailani. Alarmados ante a política de não cooperação com a Grã-Bretanha, os britânicos desembarcaram tropas em Baçorá. Declarando esse ato como uma violação do tratado entre o Iraque e a Grã-Bretanha, Gailani mobilizou o exército iraquiano, e a guerra entre os dois países começou em maio. Como agravamento da crise, os sublevados haviam pedido auxílio à Alemanha de Hitler e à Itália de Mussolini. Do ponto de vista local, todas as formas de combater o jugo britânico eram válidas. No final daquele mês, entretanto, o governo iraquiano reconheceu sua derrota. Os termos do armistício restabeleceram o controle britânico sobre o transporte iraquiano. Faiçal II foi reconduzido ao poder. Seguiu-se a formação do governo do regressado Abdullilah, chefiado quase em permanência durante os quinze anos seguintes pelo chefe de gabinete Nuri Saíd, cuja política era pró-britânica. A Grã-Bretanha ocupou o Iraque até 1945.
Em 1942 o país transformou-se em um importante centro de suprimento para as forças dos Estados Unidos e da Grã-Bretanha que operavam no Oriente Médio e de transbordo de armas para a União Soviética. Em 17 de janeiro de 1943 o Iraque declarou Guerra à Alemanha, sendo o primeiro país islâmico independente a fazê-lo.

## Guerra com Israel
Durante 1945-1946, as tribos curdas do nordeste estavam num estado de inquietação — apoiadas, acreditava-se, pela União Soviética (URSS). Os britânicos, temendo uma intromissão soviética nos campos petrolíferos iraquianos, deslocou tropas para o Iraque. Em 1947, Said começou a defender uma nova proposta para uma federação de Estados Árabes. Ele sugeriu que a Transjordânia (atual Jordânia) e o Iraque fosse unidos e começou negociações com o rei da Transjordânia a respeito de sua proposta. Em abril de 1947 um tratado de afinidade e aliança foi assinado pelos dois reinos, estabelecendo auxílio militar e diplomático mútuo. Em 1948, o Iraque aderiu à Liga Árabe.
Ao declarar-se a independência de Israel, em maio de 1948, os exércitos do Iraque e Transjordânia invadiram o novo Estado. Durante todo o restante do ano as forças armadas iraquianas continuaram a combater os israelenses, e a nação continuou os trabalhos diplomáticos com o reino da Transjordânia. Em setembro, o Iraque juntou-se a Abdalá ibne Huceine, rei da Transjordânia, na denúncia de que estabelecer um Estado árabe na Palestina era igual a reconhecer a partilha da Palestina em Estados árabe e judeu, que o Iraque era contra.
Com a derrota geral das forças árabes que atacavam Israel, entretanto, o governo iraquiano preparou-se para negociar um armistício, representado pela Transjordânia. Em 11 de maio de 1949, um cessar-fogo entre Israel e Transjordânia foi assinado, mas o Iraque continuou a combater os israelenses área árabe ocupada no centro-norte da Palestina. Tropas da Transjordânia substituíram as unidades do Iraque nessa área, nos termos do armistício assinado em 3 de abril de 1949. Terminado o conflito, a maioria dos 80 mil judeus da Mesopotâmia emigraram para o Estado hebraico.

## Pacto Pró-Ocidente
Em fevereiro de 1955, o Iraque concluiu com a Turquia o Pacto de Bagdá, um acordo de segurança mútua. Os planos para transformar a aliança em um sistema de defesa do Oriente Médio fizeram com que os dois países convidassem os outros Estados árabes, os Estados Unidos, a Grã-Bretanha e o Paquistão a aderir ao pacto. A Grã-Bretanha juntou-se a aliança em abril, o Paquistão tornou-se um signatário em setembro e o Irã, em novembro. Naquele mês, as cinco nações estabeleceram a Organização do Tratado do Oriente Médio. O Iraque alinhou-se formalmente com os ocidentais, pondo fim a veleidade de aproximação com a URSS e o Egito não-alinhado de Gamal Abdel Nasser (cuja revolução dos Oficiais Livres triunfara recentemente no Cairo, pondo termo ao regime pró-britânico do corrupto rei Faruk). A Pax Britannica estava condenada.

## Crise do Suez
Em julho de 1959, a Jordânia (novo nome da antiga Transjordânia) acusou Israel de estar preparando e organizando tropas de invasão perto de Jerusalém. O Iraque, então, deslocou tropas para a fronteira jordaniana. No mesmo mês, em resposta a nacionalização por parte dos egípcios do canal de Suez - que os britânicos e franceses controlavam -, o governo iraquiano expressou um claro apoio ao Egito. No desenrolar da Crise do Suez, o Egito foi invadido por Israel, Grã-Bretanha e França em outubro de 1956. Passada uma semana, entretanto, a ONU, estimulada pelos EUA e URSS, exigiu um cessar-fogo, forçando a Grã-Bretanha, França e Israel a recuarem das terras que tinham capturado. No começo de novembro, tropas iraquianas e sírias ocuparam posições na Jordânia, de acordo com os termos do tratado de mútua defesa.

## Doutrina Eisenhower e as federações árabes

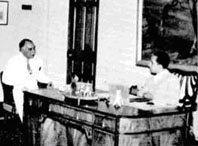
Faiçal II e Nuri as-Said

Em janeiro de 1957, o Iraque apoiou a recém-promulgada Doutrina Eisenhower. Essa doutrina determinava que os EUA daria ajuda militar a qualquer governo do Oriente Médio cuja estabilidade estivesse ameaçada por agressão comunista.
Em fevereiro de 1958, depois de uma conferência entre Faiçal II e Hussein (rei da Jordânia), o Iraque e a Jordânia confederaram-se. A nova união, posteriormente chamada de União Árabe da Jordânia e Iraque, foi estabelecida como uma medida defensiva contra a República Árabe Unida (RAU), uma federação do Egito e Síria formada em fevereiro do mesmo ano. A constituição da confederação recém-formada foi promulgada simultaneamente em Bagdá e em Amã, em 19 de março, e o documento foi ratificado pelo parlamento iraquiano em 12 de maio. Ainda em maio, Nuri as-Said, ex-primeiro-ministro do país, foi nomeado líder da União Árabe.

## Início da República do Iraque (1958-1979)
Em 1953, foram feitas as primeiras eleições parlamentares por sufrágio direto. Restabeleceu-se o governo constitucional e Faiçal II cedeu formalmente o trono.
A tendência pró-ocidental da União Árabe (federação da Jordânia e Iraque), a repressão que sofriam os grupos opositores e o entusiasmo que a criação da República Árabe Unida (RAU), da federação do Egito e da Síria gerou entre os dirigentes nacionalistas do Iraque, (que viam a possibilidade de levar a cabo seus ideais de pan-arabismo), acabaram com a monarquia.
A República Árabe Unida, veementemente antagonista da União Árabe pró-ocidente, despachou repetidas chamadas de rádio incitando a população, polícia e exército do Iraque a derrubarem o governo do país. No dia 14 de julho de 1958 o exército Iraquiano fez um repentino golpe de estado pan-arabista, liderado pelo general iraquiano Abdul Karim Kassem. O rei Faiçal , de 23 anos de idade, foi assassinado, juntamente com a sua família. O primeiro-ministro Nuri as-Said, que era tido como uma figura símbolo da ligação ao Reino Unido foi linchado nas ruas de Bagdá. A União com a Jordânia foi terminada e o novo governo anunciou uma aproximação com a RAU e a dissolução da União Árabe. Foi posto fim à monarquia, fundando-se a República do Iraque.
No segmento do golpe de Estado de 1958 tiveram lugar algumas reformas sociais e democráticas. Foi aprovada uma nova constituição, foi permitida a formação de partidos e de sindicatos.
O petróleo foi nacionalizado, bem como outras indústrias, e foi lançada uma reforma agrária incipiente. Ao mesmo tempo era denunciado o pacto de Bagdá e estabelecidas relações próximas com a República Árabe Unida (15 de julho). Kassem, entretanto, fez tentativas de ganhar a confiança do Ocidente mantendo a oferta de petróleo. Em março de 1959 o Iraque abandonou o pacto de Bagdá, que foi então renomeado de Organização do Tratado Central (Central Treaty Organization). Em junho de 1959 o Iraque abandonou o bloco esterlino — grupo de países cuja moeda corrente era vinculada a libra esterlina britânica.
Após o término do mandato britânico no Cuaite (junho de 1960), o Iraque reivindicou o território, declarando que a área fazia parte do Estado Iraquiano na época de sua formação. Convidadas pelo governante Cuaiteiano, forças britânicas entraram no Cuaite em julho. O Conselho de Segurança da ONU rejeitou um pedido iraquiano ordenando sua retirada.
Em 1961, houve uma rebelião da minoria curda. O governo do Iraque afirmou que suprimiu a rebelião no norte do país em 1961-1962. A agitação curda persistiu, entretanto. O longo conflito foi temporariamente apaziguado no começo de 1970, quando o governo prometeu formar uma região curda autônoma e admitiu ministros curdos no gabinete.

## Golpes militares

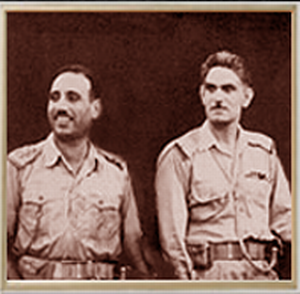
Abdul Salam Arif com Abdul Karim Qasim

Na luta pelo poder que se seguiu entre os golpistas, Abdul Karim Qasim levou a melhor sobre Abdul Salam Arif, que foi preso. Qasim prosseguiu inicialmente as reformas (reforma agrária de 30 de setembro de 1958), passou no entanto a governar de forma cada vez mais autoritária. Em pouco tempo tinha-se estabelecido um regime militar autoritário.
Entre 1963 e 1966 registraram-se golpes palacianos sanguinários. Em 8 de fevereiro de 1963, Kassem foi deposto por um grupo de oficiais, muitos deles pertencentes ao Partido Baath, e assassinado no dia seguinte. O coronel Abdel Salem Aref (Abdul Salam Arif) tronou-se presidente e as relações com o ocidente melhoraram. Arif implantou um regime socialista de feição nasserista (Gamal Abdel Nasser era então o presidente do Egito). Em abril de 1966, Aref morreu num acidente de helicóptero e foi sucedido por seu irmão, o general Abdul Rahman Arif.
Durante a Guerra árabe-israelense dos Seis Dias (1967), tropas e aviões iraquianos foram mandados para a fronteira da Jordânia-Israel. Mais adiante, declarou guerra a Israel e fechou seus oleodutos, cortando a provisão de petróleo aos países ocidentais, enquanto rompia relações diplomáticas com os Estados Unidos.
Em  julho de 1968 houve um golpe militar, a ala direita do Partido Baath (o qual tinha sido fundado por Michel Aflaq na Síria) assume o poder e o general Ahmed Hassan al-Bakr, um ex-primeiro-ministro, se colocou a frente do Comando Supremo da Revolução. Al-Bakr tornou-se presidente da República, sendo o seu braço-direito Saddam Hussein al-Tikriti (então com 31 anos).

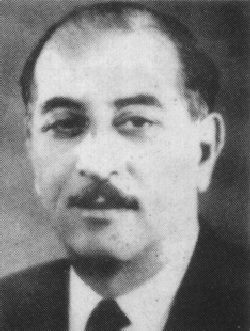
O presidente iraquiano Ahmed Hassan al-Bakr

O predomínio militar foi abalado em 1971, quando o líder baathista Saddam Hussein destituiu da vice-presidência o general Salek Mahdi Amas. As relações entre os partidos Baath e Comunista, até então hostis, melhoraram bastante.
Nacionalista, a nova equipe dirigente nacionaliza totalmente o petróleo e as companhias petrolíferas estrangeiras operantes no Iraque (1972 a 1975). Dentre as companhias nacionalizadas estava a companhia petrolífera nacional iraquiana (nacionalizada em junho de 72), que era até aí propriedade de consórcios britânicos, franceses e americanos, bem como da Fundação Gulbenkian. Ainda em 1972, o Estado ratificou o tratado de amizade com a União Soviética.
O país desfrutou do massivo aumento dos rendimentos do petróleo que começaram no final de 1973, quando o preço internacional do produto aumentaram exorbitantemente. À essa altura, tornou-se um país rico. A grande descoberta de petróleo nas adjacências de Bagdá foi divulgada publicamente em 1975.
Na política internacional, o Iraque distanciou-se neste período das nações ocidentais e passou a ser apoiado pela União Soviética. A equipe dirigente assina um tratado de amizade com Moscou e convida dois comunistas para o Executivo.
A posição de certos países árabes em relação a Israel causou alguns atritos entre o Iaque e seus vizinhos. Em 1971, o Iraque fechou sua fronteira à Jordânia e pediu a expulsão desse país da Liga Árabe por causa do esforço dos jordanianos em esmagar o movimento guerrilheiro palestino que operava dentro de suas fronteiras.
O Iraque ajudou a Síria com tropas e equipamentos durante a Guerra árabe-israelense de 1973 (Guerra do Yom Kippur). Clamando por ações militares contínuas contra Israel, o Iraque denunciou o cessar-fogo que acabou com o conflito e se opôs ao acordo negociado interinamente com Israel entre Egito e Síria em 1974 e 1975.
No início de 1974, irrompeu uma luta no Iraque setentrional entre as forças governamentais e os nacionalistas curdos, que achavam inadequada a nova lei de autonomia curda baseada no acordo de 1970. Os curdos, liderados por Mustafa Barzani, receberam armamento e outros suprimentos do Irã. Em 1975, um acordo com o Irã (fazendo concessões para acabar com disputas de fronteira) obtêm armistício com os curdos.
A aliança entre os partidos Baath e Comunista rompeu-se em 1978, quando vários dirigentes comunistas acusados de traição foram fuzilados.

## Regime de Saddam Hussein

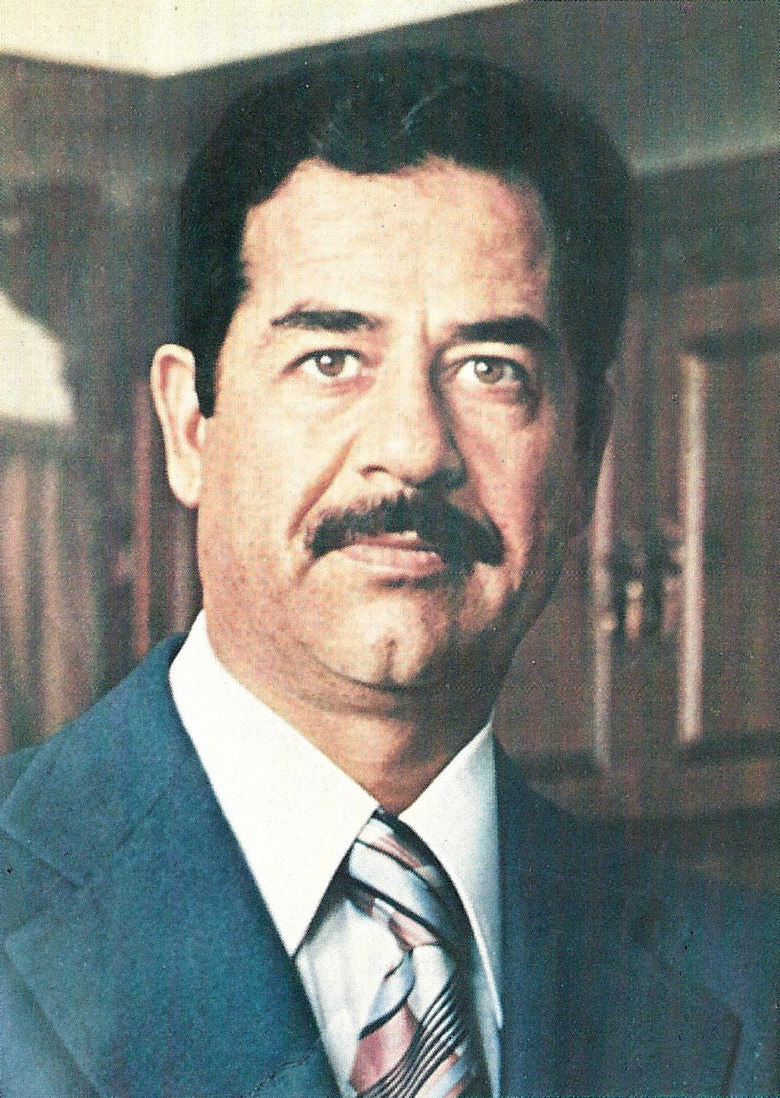
Saddam Hussein em 1979

Em 15 de julho de 1979, data da demissão de Ahmed Hassan al-Bakr por motivos de saúde, o general sunita Saddam Hussein al-Tikriti assumiu o poder, cercando-se imediatamente de uma dezena de oficiais leais, os quais colocou em cargos de responsabilidade. É então que o poder se torna verdadeiramente autocrático, com os primeiros anos de governo do auto-intitulado El-Raïs el-Monadel (o Presidente Combatente) a serem marcados pela execução de centenas de oposicionistas e o gaseamento de 5 000 curdos em Halabja.

### Primeira guerra do Golfo (Irã-Iraque)
Surpreendido (tal como o Ocidente e as monarquias do Golfo) pela derrubada do xá do Irã, Reza Pahlevi, através da revolução fundamentalista do aiatolá Khomeini, Saddam (que também desejava recuperar o controle do Xatalárabe) lançou-se, em 22 de setembro de 1980, numa guerra com o Estado vizinho (Guerra Irã-Iraque).
- A 7 de julho de 1981 um raide da aviação israelita destruiu um reator nuclear perto de Bagdá, na posse do Iraque. Um reator que tinha sido vendido a Saddam Hussein pelos franceses. Os israelenses alegaram que a função do reator era desenvolver armas nucleares para serem usadas contra Israel (Operação Ópera).
- A partir de 1983 os Estados Unidos aumentaram a sua presença no Golfo Pérsico. O Iraque foi apoiado na guerra contra o Irão pelo Cuaite, a Arábia Saudita e outras nações árabes.
- Em fevereiro de 1986 a península iraquiana de Fao é ocupada por tropas iranianas.
- A 16 de março de 1988, a cidade curda de Halabja é bombardeada com gás venenoso.
- A 20 de agosto de 1988 termina a guerra Irão-Iraque, com 250 000 mortos do lado iraquiano.
- Em setembro de 1988 são gaseados os curdos que apoiaram o Irã.

### Segunda guerra do Golfo (1991)

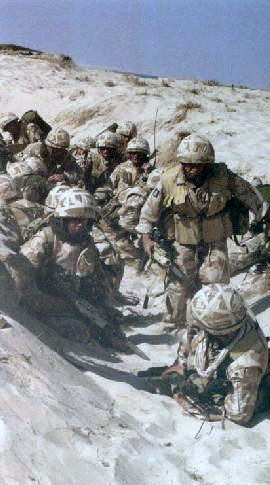
Soldados britânicos na Guerra do Golfo

Terminada a Guerra Irã-Iraque, Saddam Hussein estava fortemente endividado. Um dos principais credores era o vizinho Cuaite. A anexação do Cuaite — e dos seus poços de petróleo — apresentou-se então ao Raïs como uma solução genial.  Há décadas que Bagdá reivindicava a reabsorção do emirado arrancado pelos ingleses, além da enorme divida com o Cuaite, havia outros motivos para o Iraque querer invadir aquele país:
- O Iraque queria uma saída estratégica para o mar, afinal ele não tinha como exportar o seu petróleo de uma boa forma sem ter uma saída para o mar;
- O Cuaite no passado era uma área do Iraque, eles alegaram que queriam apenas recuperar uma coisa que era deles;
- O Cuaite vendia petróleo para os Estados Unidos por um preço extremamente barato, isto atrapalhava muito o Iraque, Saddam chegou até mesmo a reclamar para a OPEP, porém ele não foi atendido.

Em 2 de agosto de 1990 as tropas de Bagdá invadem o Cuaite e recusam-se a abandonar o país. Os Estados Unidos dão um prazo de 5 meses para o Iraque retirar as suas tropas do Cuaite, o motivo pelo qual os Estados Unidos deu um prazo tão longo foi porque precisava se preparar para aquela guerra, afinal um dos motivos para a perda no Vietnã foi porque o relevo ajudou os vietnamitas (os americanos não estavam com preparação para uma guerra no deserto), nestes cinco meses vários soldados norte-americanos foram treinados no deserto do Arizona, outra coisa que os Estados Unidos fizeram nestes cinco meses foi convencer dois países vizinhos ao Iraque a deixar que os estadunidenses instalassem duas bases militares nesses países, assim que convenceu e as bases foram construídas os Estados Unidos apenas esperavam o prazo acabar.
Apesar da condenação da ONU; em janeiro, quinhentos mil soldados de treze países, encabeçados pelos Estados Unidos apoiados pela OTAN, restituem o pequeno país ao emir, Saddam apesar de tudo era um bom estrategista de guerra, ele lançou dois mísseis em Israel (Israel nem estava na guerra e não tinha nada a ver com tudo aquilo), os mísseis foram defendidos por Israel através de antimísseis, o objetivo era fazer Israel entrar na guerra, se caso entrasse na guerra, o conflito não seria apoiado pelos países aliados aos Estados Unidos do Oriente Médio, e depois disso tudo iria ficar mais fácil para o Iraque, e o plano tão brilhante dos Estados Unidos iria por água abaixo, porém os EUA não ficaram parados e conseguiram convencer Israel a não entrar na guerra se ela fosse terminada rapidamente.
Após a derrota do Iraque, os americanos aceitam a rendição do exército de Saddam. As forças iraquianas no Cuaite foram derrotadas facilmente, muitas delas rendendo-se voluntariamente à coligação. Antes disso, a coligação bombardeara toda a velha Mesopotâmia durante seis semanas, destruindo as infraestruturas que os seus próprios governos haviam ajudado a criar e fazendo milhares de vítimas civis, os Estados Unidos haviam deixado Saddam ainda no poder, afinal ele era um líder forte e capaz de enfrentar o Irã, se o Iraque fosse derrotado completamente, o Irã teria força suficiente para dominar boa parte do Oriente Médio e não ser derrotado pelos Estados Unidos e sua coalizão.
Após o cessar-fogo e o acordo de paz, o governo iraquiano utilizou os restos de seu exército para acabar com a rebelião dos xiitas no sul e dos curdos no norte. Centenas de milhares de curdos se refugiaram na Turquia e no Irã e tropas dos Estados Unidos, França e Grã-Bretanha se instalaram no norte do Iraque para estabelecer campos de refugiados.
A ONU impôs uma zona de exclusão aérea no norte para proteger os curdos. Em 1993 foi criada outra zona, ao sul, para proteger os xiitas. O poder central se limita a metade do território do Iraque. Essas duas vastas zonas de exclusão aérea são interditas a aparelhos locais e constantemente patrulhadas por caças-bombardeiros norte-americanos e ingleses. Periodicamente, ao longo da década de 1990, a RAF e a USAF lançaram ataques ao solo, e a própria cidade de Bagdá foi por mais de uma vez alvejada. Em 1994, Saddam Hussein reconhece oficialmente a independência do Cuaite.

### Período das sanções económicas (1991-2003)
A 6 de agosto de 1990 o Conselho de Segurança das Nações Unidas adotou a resolução 661, a qual impunha sanções económicas ao Iraque, incluindo o embargo comercial, excluindo material médico, alimentação e outros itens de necessidade humanitária, a serem determinados pelo comité de sanções do conselho de segurança.
O Iraque foi autorizado, de acordo com o programa das Nações Unidas Petróleo por Alimentos (Resolução 986), a exportar 5,2 bilhões * de dólares de petróleo todos os seis meses (ou seja 10,4 biliões de dólares por ano) para poder comprar os itens de sustento da população. No entanto, apesar do programa, de acordo com estimativas da ONU, cerca de um milhão de crianças iraquianas morreram durante o embargo, devido à má nutrição e falta de medicamentos.
Com a imposição do embargo econômico, a nação de Saddam Hussein viveu uma profunda crise interna, nomeadamente econômica, mas mesmo assim o regime de Saddam manteve-se inabalável. Em eleições supostamente livres, realizadas em 1995, o povo optou pela permanência de Saddam Hussein no poder.
Na primavera de 1996, a ONU autorizou uma suspensão parcial do embargo do petróleo para atenuar as carências que atingiam a população. Em outubro de 1997, a Grã-Bretanha ameaçou usar a força quando o Iraque não permitiu a entrada de uma equipe da ONU no país.
Houve um período de delicado equilíbrio nas relações, mas em setembro de 1998, o Conselho de Segurança da ONU votou por unanimidade uma resolução, mantendo as sanções contra o Iraque até que Bagdá voltasse a cooperar com os inspetores do desarmamento. Atendendo ao apelo da China, da França e da Rússia, o Conselho acenou com a possibilidade de retomar a cooperação, o que previa um exame conjunto das relações do Iraque com a ONU.
Após a carta entregue in extremis ao secretário geral da ONU, Kofi Annan, pelo vice-primeiro-ministro do Iraque, Tariq Aziz, foi suspensa pelo presidente norte-americano Bill Clinton a intervenção militar no Iraque. Na carta, o presidente iraquiano Saddam Hussein decidia, finalmente, voltar a cooperar com o desarmamento do país, permitindo a volta dos inspetores da Comissão Especial das Nações Unidas. Em dezembro de 1998, ao final de uma série de inspeções fundamentais para testar a cooperação do Iraque, duas equipes de inspetores integrantes da comissão encarregada do desarmamento iraquiano deixaram Bagdá. O chefe dos inspetores, Richard Butler, declarou ter sido impedido de entrar em alguns prédios em Bagdá, o que considerou, em seu relatório, "um fato grave". Poucos dias depois, começou a operação militar de represália contra o Iraque, levada a cabo durante quatro dias pelas forças dos Estados Unidos e da Grã-Bretanha (Operação Raposa do Deserto), motivada pela negativa do presidente iraquiano, Saddam Hussein, de colaborar com os inspetores do desarmamento da ONU. Uma comissão de desarmamento (Unmovic) foi criada pelo Conselho de Segurança da ONU em dezembro de 1999. Em 17 de janeiro de 2000, Kofi Annan, designou Rolf Ekéus para dirigir a comissão. O Iraque manteve sua recusa de cooperar com a Unmovic.

### Terceira Guerra do Golfo (2003)

#### Invasão do Iraque em 2003

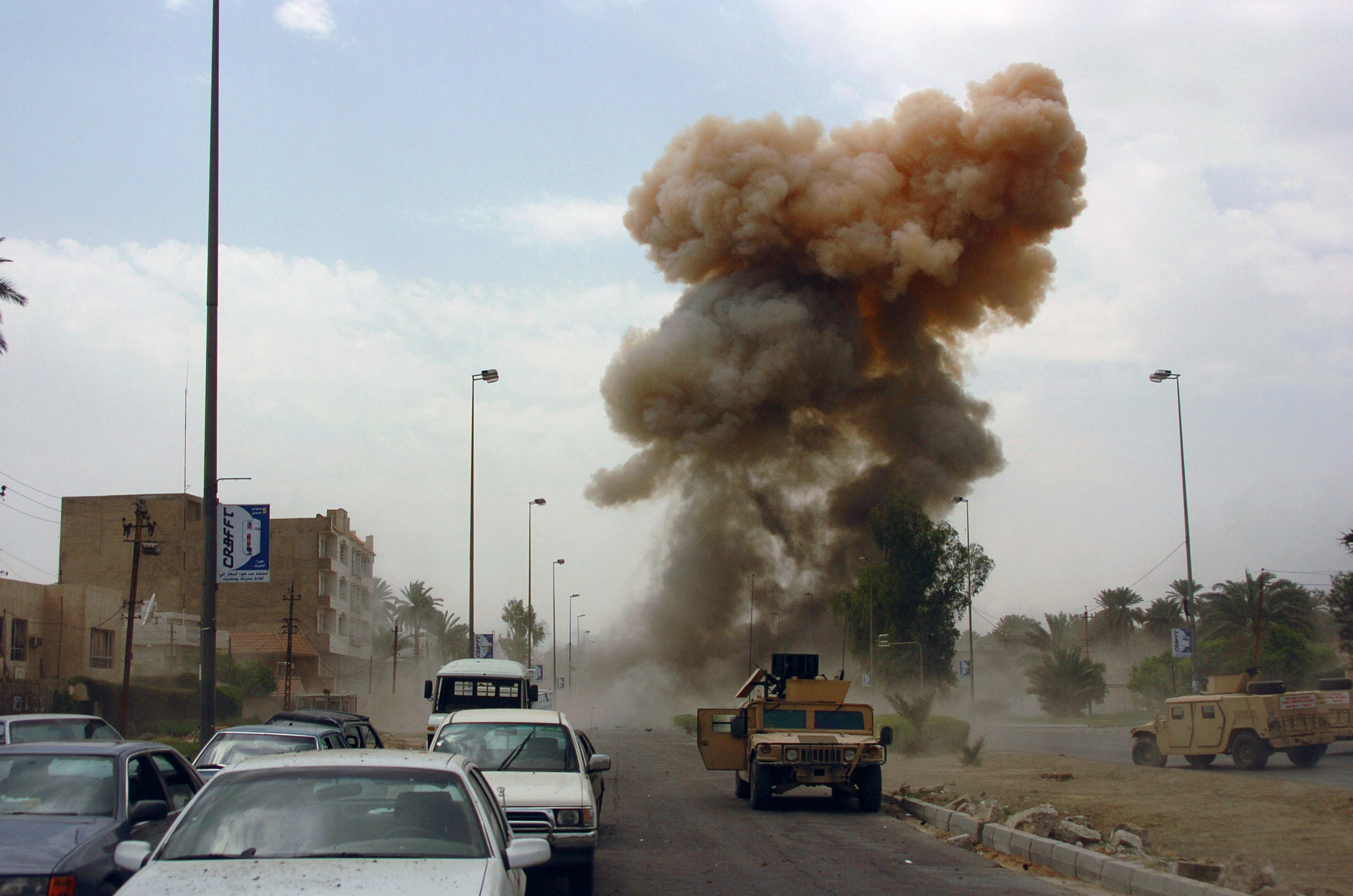
Explosão de um carro bomba no Iraque, 2005

Em meados de 2002, os Estados Unidos lançaram uma campanha mundial de denúncias contra o governo iraquiano que destacaram em primeiro lugar a alegada existência de armas de destruição em massa no Iraque que supostamente representava um perigo sério (finalmente após a invasão não foram encontradas nenhuma arma de destruição em massa no país) e a outra razão superior para atacar o Iraque, caiu em desuso em favor de "libertar o povo iraquiano" e "impedir que o governo do presidente Saddam seguisse — supostamente — apoiando o terrorismo internacional"; posteriormente foi acusado de ser conivente com o terrorismo islâmico internacional. Foi ainda dito também que a operação visava "libertar" o povo iraquiano (daí o nome da operação, intitulada Iraqi Freedom). Uma invasão cujo real objetivo era destinada a apoderar-se das reservas de petróleo do Iraque, abrir um novo mercado no Iraque para as grandes empresas ocidentais, fazer negócios com as indústrias armamentistas e de reconstrução do país, criando um governo fantoche pró-ocidental para permitir presença dos EUA no Iraque a longo prazo, a fim de impor a dominação dos EUA na região e a globalização capitalista. E, finalmente, também seria possível utilizar estrategicamente o Iraque para um possível ataque ao Irã que estava dentro de seus planos.
Assim, em 2003, norte-americanos e britânicos (com apoio de outros países), alegando que o Iraque detinha armas de destruição massiva, invadiram o Iraque, sem o aval das Nações Unidas, que não se convenceu com as "provas" mostradas pelo Secretário de Estado dos Estados Unidos, Colin Powell, em total desrespeito à justiça internacional, e também com a oposição de muitos governos países ao redor do mundo e também da opinião pública mundial (incluindo os cidadãos dos Estados Unidos, Espanha e Grã-Bretanha), invadiram o Iraque.

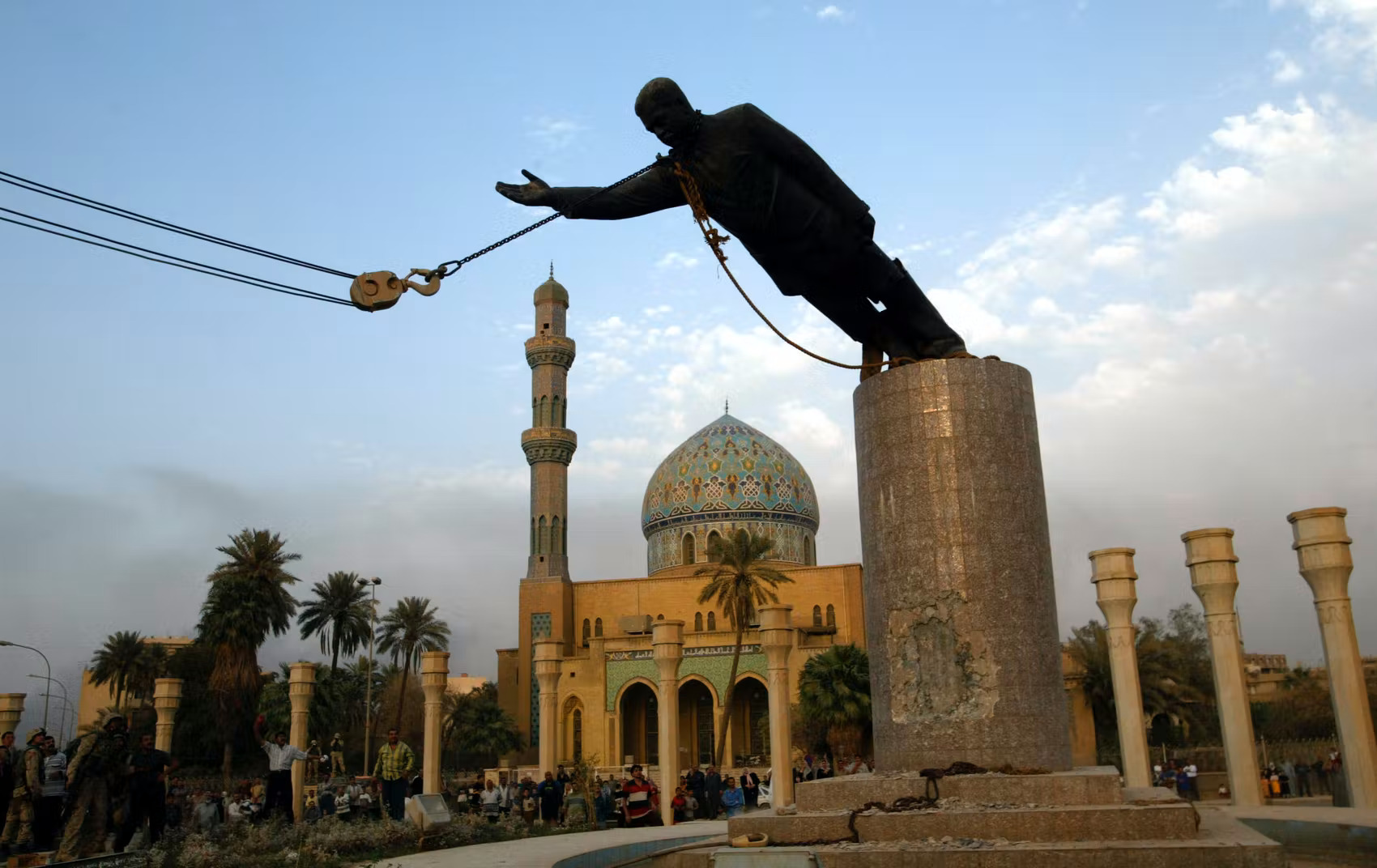
A derrubada da estátua de Saddam Hussein na Praça Firdos, que marcou o fim simbólico da Batalha de Bagdá em 9 de abril de 2003.

A decisão de invadir o Iraque teve declarada oposição de muitas nações entre as quais sobretudo a França, cuja empresa estatal Total-Fina-Elf detinha contratos com Saddam Hussein para a exploração de campos de petróleo de Majnoon e Nahr Umar, os quais representam cerca de 25% do petróleo do Iraque, para além de ser credor de uma larga dívida do ditador. A França era antes da invasão do Iraque também um dos principais parceiros comerciais do ditador, sendo responsável por cerca de 13% das importações de armas entre 1981 e 2001, de acordo com o Stockholm International Peace Research Institute (SIPRI).
Depois de uma rápida campanha de três semanas, a coalizão chegou à cidade de Bagdá, que caiu no caos por causa do vazio de poder que ocorreu com a derrubada do governo soberano do Iraque. O governo de Saddam Hussein deixou de existir em 9 de abril de 2003.

#### Pós-invasão

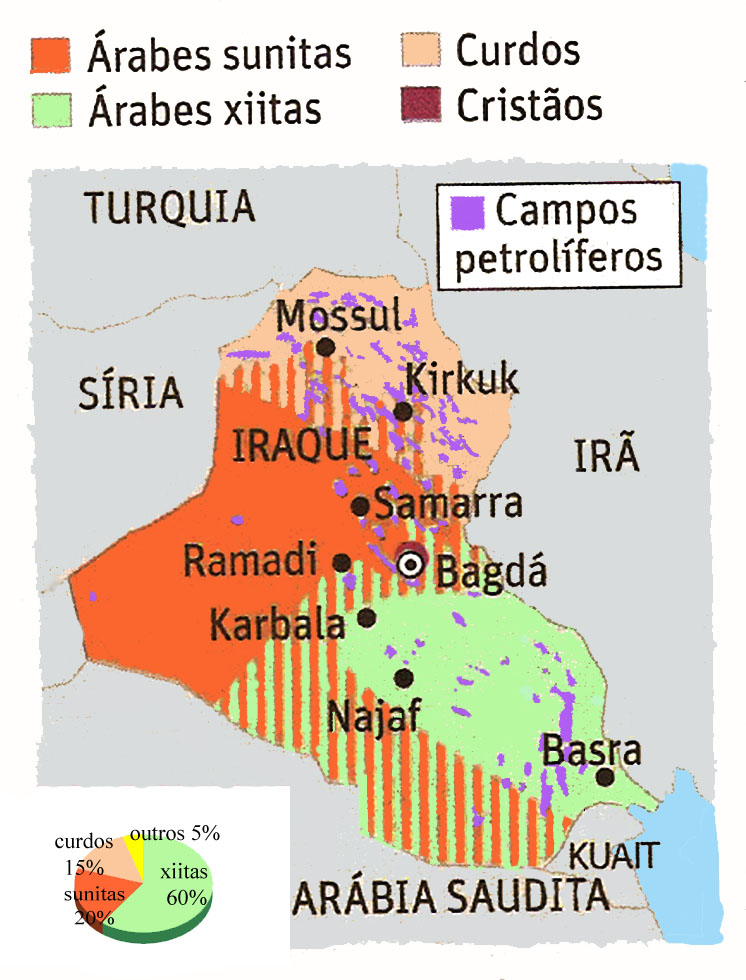
A composição étnico-religiosa do Iraque é um importante fator de desestabilização do país na pós-invasão de 2003

Em 13 de dezembro de 2003, Saddam Hussein foi capturado por soldados invasores com a ajuda de colaboradores iraquianos. Em 2004, foi elaborada uma constituição provisória (chamada lei fundamental). O sunita Ghazi Mashal Ajil al Yawar foi nomeado Presidente provisório da República pelo Conselho de Governo. Em 2005, eleições nacionais (janeiro e, novamente, em dezembro) para formar uma Assembleia Nacional de Transição levaram ao poder o partido xiita Aliança Unida Iraquiana (AUI), apoiado pelo aiatolá Ali al-Sistani. Jalal Talabani (curdo) tornou-se Presidente interino da República, e Ibrahim al-Jaafari (xiita), primeiro-ministro. Um referendo aprovou a nova constituição (outubro), mas o país continuou vítima de uma insegurança permanente (atentados) de fortes tensões internas étnicas, religiosas e políticas — e de dificuldades para reconstruir-se. Em 21 de abril de 2006, o xiita Nuri al-Maliki, do Partido Islâmico Dawa, assumiu o cargo de primeiro-ministro, e o curdo Talabani manteve-se na presidência. Em 30 de dezembro, o ex-presidente Saddam Hussein, condenado à pena de morte por enforcamento por um tribunal iraquiano, foi executado.

#### Insurgência iraquiana
A verdade é que desde o início da invasão, o país sofre com um clima de constante instabilidade política e social, sofrendo vários ataques terroristas quase que diários realizados por grupos tribais e sectários descontrolados ou, mais frequentemente, ataques de guerrilha convencional, daqueles que rejeitam a permanência das tropas de ocupação no território, bem como o constante confronto entre xiitas e sunitas, que a partir de fevereiro de 2006, deflagrou à beira da guerra civil. O confronto que também é acompanhado por lutas pelo poder entre facções xiitas. Além de confrontos com iraquianos recrutados pelos islamitas wahabitas da Al Qaeda que querem ser fortes no país para evitar o controle dos EUA ou dos xiitas. Mas com nenhuma ou pouca chance de chegar ao poder.
Embora quando os americanos decretaram o fim das operações militares em maio de 2003, pensando que o país estava controlado e poderia facilmente ganhar a guerra, o exército de ocupação tem vindo a enfrentar uma complicada e devastadora guerra de guerrilha pela resistência iraquiana, formada por milícias e grupos guerrilheiros de diferentes tipos.

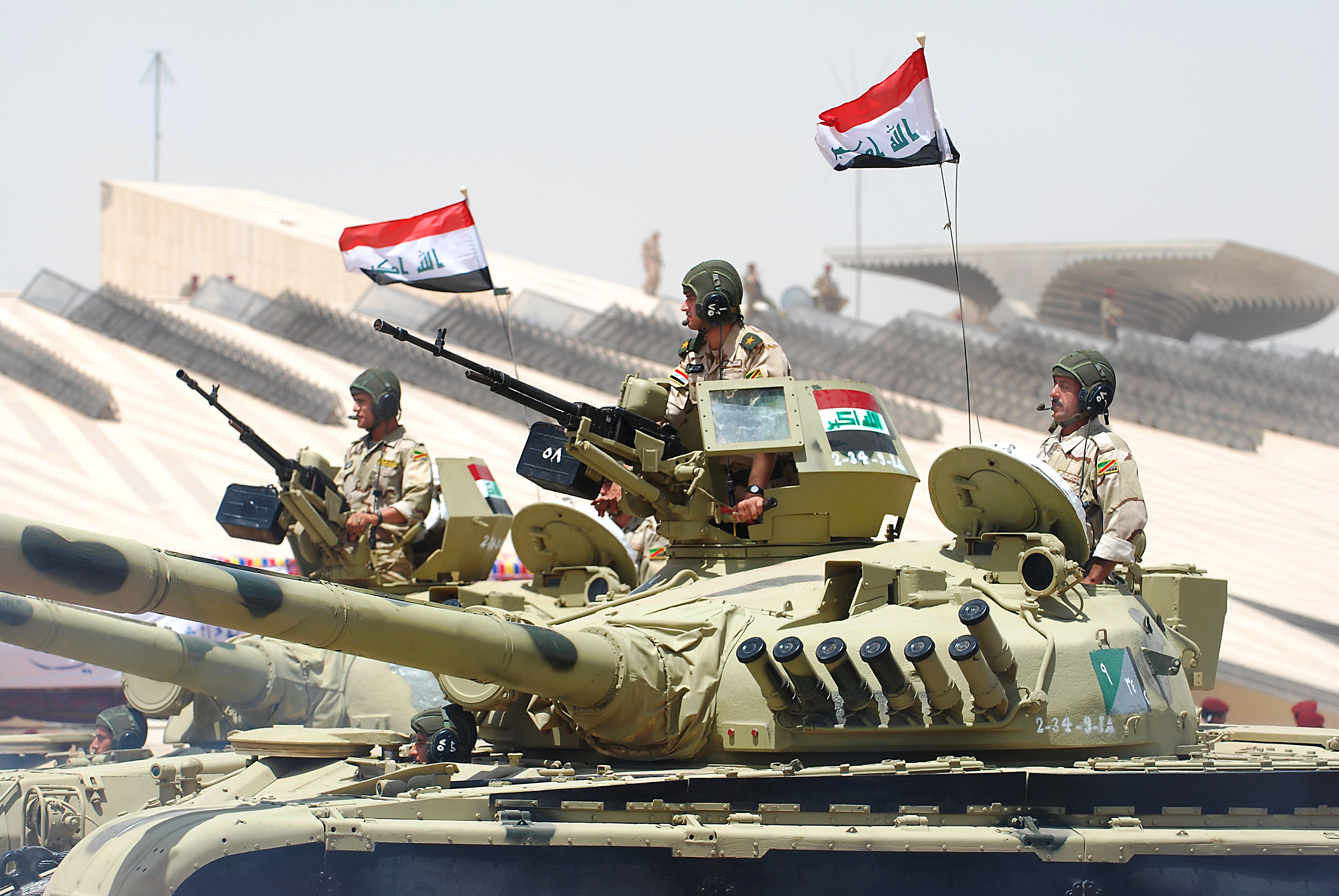
Militares do exército do governo iraquiano pós-Saddam

Vários países já começaram a repatriação de suas tropas, percebendo o perigo da situação no país, o alto custo da manutenção de tropas, a impossibilidade de vencer a guerra, e até mesmo percebendo a insignificância da maioria dos seus argumentos iniciais em favor da invasão.
Os Estados Unidos e a Grã-Bretanha também tem sido manchados pelos escândalos das  torturas na prisão de Abu Ghraib ou soldados britânicos batendo em jovens iraquianos. E também pelos crimes de guerra pela morte de centenas de milhares de civis iraquianos capturados na guerra, e combates e bombardeios na pequena guerra civil causada pelas divisões étnicas, tribais e sectárias, e a deterioração geral das condições de vida desde o início da invasão.
Após a violência atingir o seu pico entre 2004 e 2007, a guerra interna iraquiana começou a perder força. Com eleições formando um novo governo nos anos seguintes, os Estados Unidos e a coalizão ocidental começaram a retirar suas tropas. Em dezembro de 2011, o envolvimento estrangeiro na guerra do Iraque foi declarado oficialmente terminado. Cerca de 150 mil pessoas teriam morrido nos combates. Em 2014, três anos após a retirada das tropas anglo-americanas, a violência começou a ressurgir, com combates violentos irrompendo por toda a região norte e oeste do país, colocando frente a frente, novamente, facções sunitas e xiitas. Em dezembro de 2017, o governo iraquiano declarou "vitória" sobre os terroristas do grupo Estado Islâmico do Iraque e do Levante, afirmando ter expulsado seus membros do seu país.